# Рец, Маркус
Маркус Рец (нем. Markus Raetz, 6 июня 1941, Бюрен-на-Аре, Швейцария — 14 апреля 2020, Берн, Швейцария) — швейцарский скульптор и концептуальный художник.

## Биография
Маркус Рец родился в Бюрене, маленьком городе около Берна, Швейцария, в 1941 году. Он вырос там, работал ассистентом местного художника во время школьных каникул, учился в Берне, был учителем в возрасте от двадцати до двадцати двух лет. Не получил художественного образования, за исключением изучения процесса травления в Rietveld Academy в Амстердаме в течение полугода.
С тех пор, как Маркус Рец начал выставлять свои работы в 1966 году, у него прошли выставки во многих галереях и музеях, включая все крупные швейцарские музеи, Stedelijk Museum в Амстердаме, Kolnischer Kunstverein в Германии, Serpentine Gallery в Лондоне, Новый музей в Нью-Йорке.
Он представлял Швейцарию на биеннале в Сан-Паулу в 1977 году, неоднократно участвовал в Венецианской биеннале. В 2009 году принял участие в Московской биеннале.

## Творчество
Искусство Маркуса Реца обычно описывается как связанное с вопросами реальности и иллюзий. Например, он сделал скульптуру, изображающую трубку, нарисованную Рене Магриттом в 1929 году. Магритт назвал свою картину «Это не трубка» (фр. Ceci n’ est pas une pipe), и Маркус Рец назвал свою скульптуру трубки «Nichtpfeife» (Не-Трубка). Если обойти скульптуру, то можно увидеть, что это плоский витой кусок чугуна. Это не только не трубка, это даже не иллюзия трубки, за исключением взгляда на работу с одной определённой точки.
В других скульптурных работах слово «ДА» (фр. SI) с другой точки зрения читается как «НЕТ» (фр. NO), «ВСЁ» (фр. TODO) превращается в «НИЧЕГО» (фр. NADA). Кролик из проволоки, который смотрит в зеркало, отражается как мужчина в шляпе.
Маркус Рец любил визуальные каламбуры, его скульптуры и рисунки часто состоят из одного образа, превращающегося в другой, или находятся между абстракцией и чем-то узнаваемым. Он сравнил свою работу с греческим мифом о метаморфозах Овидия. Художник пояснил, что в мифе «женщина превращается в лавровое дерево. Это не два образа — женщины и дерева — что интересно. Момент изменения — самый фантастический». Движение присутствует во многих работах Маркуса Реца: инсталляции и скульптуры меняют свой вид, либо двигаясь сами, либо побуждая зрителя обойти их.